# Vlietbeek
De Vlietbeek is een waterloop in de Oost-Vlaamse gemeente Assenede. Deze loopt vanuit de kom van Assenede in noordelijke richting tot aan de buurtschap Holleken aan de huidige Belgisch-Nederlandse grens.
Het is een restant van de Vliet, een zeearm van de Braakman die in 1488 ontstond ten gevolge van de doorbraak van een uitwateringssluis. Restanten van de zijarmen van de Vliet zijn de huidige kreken ten noorden van Assenede. De Vliet zelf maakte het mogelijk dat Assenede een haven kreeg. In 1494 werd de Landdijk aangelegd, die de omliggende polders moest beschermen. De Zwarte Sluis bij de buurtschap Holleken diende als uitwateringssluis.
De haven van Assenede was in 1508 al onbruikbaar geworden vanwege verzanding, en in 1610 werd de havengeul ingedijkt en ontstond de Smalle Gelandepolder. De uitwateringsgeul die in de polder nog overbleef is de huidige Vlietbeek.